# Starset
Starset est un groupe de rock américain formé en 2013 à Columbus, dans l'Ohio par Dustin Bates, ex-membre de Downplay (en).

## Histoire du groupe
Le groupe voit véritablement le jour en juillet 2013, lors de la parution en ligne de son premier single Carnivore. Un deuxième single My Demons, sort en août 2013, puis le groupe monte pour la première fois sur scène à Salem, dans l'Ohio, le 27 novembre de la même année. Starset sort son premier album studio, Transmissions au cours de l'été 2014. 
Le deuxième album du groupe, Vessels, sort le 20 janvier 2017. Le 28 septembre 2018, le groupe sort une version deluxe de l'album sous le nom Vessels 2.0, qui comprend de nouvelles versions des chansons présentes sur l'album d'origine. 
En août 2019, Starset publie le single Manifest et annonce la parution de son troisième album, Divisions, qui sortira le 13 septembre de la même année.
En avril 2021, le groupe sort une reprise de la chanson Kashmir de Led Zeppelin pour Amazon Music mais aussi un nouveau titre, Infected, pour fêter les deux ans du jeu-vidéo Arknights.
Le 10 septembre 2021, Starset annonce la sortie de son quatrième album, Horizons, pour le 22 octobre 2021. 

## Style musical
La musique du groupe est rattachée au hard rock, au rock alternatif et au nu metal. Starset est d'ailleurs très régulièrement comparé à des groupes tels que Linkin Park, Thirty Seconds to Mars, Breaking Benjamin et Shinedown. 
Cependant, Starset se distingue fortement à travers une trame thématique générale très peu empruntée sur la scène du rock et du metal. En effet, à la fois dans les textes et dans les choix de sonorités, ces thèmes se portent vers les étoiles, l'exploration et la conquête spatiale, principalement sur les albums Transmissions et Vessels. Puis, tout en gardant ces origines thématiques, Starset a voulu s'élargir sur d'autres sujets plus ou moins liés. C'est ainsi que dans les albums Divisions et Horizons, le groupe s'est plus particulièrement orienté vers la science-fiction, les dangers de l'évolution technologique ainsi que notre route vers des sociétés dystopiques. 

## Membres

### Actuels
- Dustin Bates : chant, claviers (depuis 2013)
- Ron DeChant : basse, claviers, chœurs (2013)
- Brock Richards : guitare, chœurs (depuis 2013)
- Adam Gilbert : batterie, chœurs (depuis 2013)

### En tournée
- Siobhán Cronin : violon (2017)
- Mariko Muranaka Friend : violon, violoncelle (2014–2015, depuis 2018)
- Nneka Lyn : violoncelle (2016)
- Jonathan Kampfe : violoncelle (2017-2018)

## Discographie

### Albums
- Transmissions (2014)
- Vessels (2017)
- Divisions (2019)
- Horizons (2021)

### Singles
- My Demons (2013)
- Carnivore (2014)
- Halo (2015)
- Monster (2016)
- Satellite (2017)
- Manifest (2019)
- Where the Skies End (2019)
- Diving Bell (2019)
- Stratosphere (2019)
- Infected (2021)
- The Breach (2021)
- Leaving this World Behind (2021)
- Brave New World (2024)
- Degenerate (2024)
- TokSik (2024)
- Dystopia (2024)
- dark things (2025)
- Head Over Heels (2025)
- SILOS (2025)